# Stazione di Novate Mezzola
La stazione di Novate Mezzola è una stazione ferroviaria posta sulla linea Colico-Chiavenna, a servizio dell'omonimo comune.
Per quello che riguarda la categorizzazione delle stazioni RFI la considera di categoria bronze.

## Storia
La stazione venne attivata il 9 settembre 1886, come parte delela linea Colico-Chiavenna.

## Strutture e impianti
La stazione è dotata di 2 binari a servizio viaggiatori più 3 tronchi usati sporadicamente.
Il secondo binario è collegato tramite un raccordo alla vicina ex-area Falck; erano previsti nuovi traffici merci per il trasporto di pietrisco in seguito alla riqualificazione dell'area, mai iniziati poiché gli abitanti locali temevano per il rumore che si sarebbe venuto a creare in seguito al movimento ferroviario. Suddetti servizi sono rimasti a carico di aziende di autotrasporti.